# 幸福光暈
《玉响》是日本原創動畫作品，2010年11月26日和12月23日首先發表OVA，並於2011年1月22日決定動畫化，2011年10月開始播放。目前已發售廣播劇CD。於2012年3月25日宣布第2期製作決定。第2期動畫於2013年7月開播。之後，完結篇OVA「玉响～畢業寫真～」於2015年4月4日發表，全篇共計四話。
Momo執筆的改編漫畫也於2010年10月8日至2011年3月11日在Mag Garden的雜誌《EDEN》上連載。

## 概要
本作以广岛县竹原市为舞台，描写喜欢摄影的高中一年级生泽渡枫和她周围的人们的日常琐事的梦之物语。在第2期里，泽渡枫与她的伙伴们也都有了各自的成长升上了二年级，還有新角色登场。以《水星領航員》的工作人員為中心的製作陣容。

## 簡介

### OVA第一作 & hitotose
原本住在汐入的主角澤渡楓，決定用升高中的機會搬回到因父親過世而逐漸疏遠的竹原。之後楓與一直住在竹原的幼時玩伴塙薰重逢，並且與岡崎乃理惠、櫻田麻音成為朋友。四人一起進入竹原南高校（虛構）就讀；之後在因緣際會下與憧憬的職業攝影師志保美梨紅相遇，汐入的好友三次千尋來竹原玩、與父親約好卻因父親過世未能實現的與父親再次同遊憧憬之路（竹原的一個祭典），以及「我們的展」的展出。

### More Aggressive
升上二年級後，在導師堂郷和太郎的協助下，楓成立攝影社，與三年級的三谷佳苗結識之後五人時常一起活動。楓追尋著父親的足跡以及父親到過的地方。之後五人與薰的姊姊塙紗代美一起去了橫須賀，與三次千尋及其好友小朋會面。最後三谷佳苗考大學的緣故，不得不從五人的活動中暫時退出，之後考試合格，順利畢業。

### OVA完結篇 畢業寫真

#### 第1部  芽
四人升上三年級，新生進藤巧美與前川鈴音加入攝影社。四人對於人生未來的道路充滿了不安與不確定。楓在與志保美深談後，確立自己想要「從事攝影相關的工作」的心。

#### 第2部  響
第一學期下半的某一天，乃理惠突然宣布她要「封印甜點」。原來是因為她哥哥的一句話，使她受到打擊，而這也使她重新思考她自己 人生的未來。

另一方面，薰受託hoboro店主八色知茂的委託，替她籌辦婚禮，在無意間發現地方上的婚禮籌辦人的工作後，覺得從事「讓他人幸福的工作」似乎蠻符合自己的個性。

#### 第3部  憧
四人的未來漸漸決定了，原本應該是很高興的事情，然而三方會談，讓麻音與她的父親因為「長閒亭」的繼承問題而吵架了。為了和父親靜下來好好談談，四人來到大崎下島的麻音家，這也讓原本決定繼承旅館的她改為研讀經濟，希望改善家中負擔。
又到了竹原的「憧憬之路」的季節。但是楓相機卻出現曝光過度的問題。楓寫下「希望明年能夠再和大家一起觀賞憧憬之路」的願望，卻讓薰覺得有地方不對勁。在重視與好友之間的羈絆與自己人生的決定做抉擇，好友的鼓勵感動著楓。

#### 第4部 朝
楓的照相机损坏后，摄影馆老板告诉她照相机可能无法修复。枫听闻后回到家里告诉母亲自己想要就读与摄影相关的大学。因为报考大学的缘故，枫回到了汐入。学科考试以及面试后，枫参观了志保美的写真画廊，并决定入学后入住到志保美的家。四人领取毕业证书后，均成功通过第一志愿。
其后千寻等人来到竹原，她们在一起登朝日山时，照相机又一次损坏，下山后被摄影馆老板告知无法修复。但枫收到了夏目赠送的数码照相机，并接受了巧美的说明，开始用数码照相机继续拍摄。
到了入学报到之日，枫搭乘电车离开竹原，而她的友人均在其先父种植的樱花树下向搭乘电车的她告别，全剧以枫入住志保美的家，并开启在东京的新生活而结束。

## 登場人物

### 主要人物
澤渡楓（聲優：竹達彩奈）
本作主角。身高145cm。髮型是能快速整理的類型，穿著制服時下身配搭黑色褲襪。在高中一年級時幫助母親與祖母經營的咖啡廳「cafeたまゆら」而由故鄉横須賀的汐入搬家到竹原。父親在五年前去世。喜歡拿著父親遺留下來的相機四處拍，作品中也常以小楓拍下照片裡的人事物作為言語表達和小楓的心裡寫照。使用的相機為Rollei 35S。
塙薰（聲優：阿澄佳奈）
與小楓從小就認識。馬尾髮型。鼻子很靈，喜歡氣味，不管環境上還是人事物上都有她對氣味上的執著。會用花草製作香料。說話有時會用「合格」與「不合格」的語氣來評斷他人行為。有時扮演著吐嘈角色。
岡崎乃理惠（聲優：井口裕香）
隨時都充滿活力的少女。雙馬尾髮型。喜歡可愛的東西，看到可愛的東西會緊張導致貧血。國中就跟麻音同班，直到國二時兩人還不熟識，後來兩人分享彼此的心情而成為好朋友。跟麻音意外地有默契，成為朋友的第一天就能理解麻音吹的口哨的含意。
喜歡做甜點，志願成為甜點師。時常找小楓的奶奶學習甜點製作。小時候一次發燒所以原先的家族旅行取消，原以為哥哥沒去成會生氣，卻意外的溫柔遞給了乃理惠一份二重燒，這也成為了製作甜點的契機。
櫻田麻音（聲優：儀武祐子）
四人中最寡言內向的少女。有著及肩的黑直頭髮。藉著小楓喜歡攝影而與小楓成為朋友。擅長吹口哨，穿制服時著毛衣。夢想成為音樂家，又不放心家中經營的旅館，不過麻音的雙親沒有執意希望她繼承家業，也很支持麻音的想法。平常會用口哨代替說話，雖然怕生不擅長交朋友，不過很懂得替人著想。
三谷佳苗（聲優：茅野愛衣）
第2期的新角色。住在竹原的女孩。比小楓她們大一個年級。制服的領結為綠色。性格內向，有時卻會意外的熱情。做事情前總是會想許多事而卻步。在第1期小楓一行人所舉辦的「我們展」裡注意到小楓所拍攝的作品而開始關注小楓。攝影技術很好，使用的相機為PENTAX Q。

### 次要人物
志保美理穗（聲優：葉月繪理乃）
小楓憧憬的攝影師。一度陷入瓶頸的時候收到了小楓寄來的照片，看過之後豁然開朗，回信贈予一張沒有目的地的車票。
塙佐代美（聲優：大原沙耶香）
小薰的姊姊。成熟美麗的女性，卻有著恐怖的行動力。喜歡探索沒什麼人會去的小祕境，一旦發現一個地方就會把大家都拖去走一趟，加上她簡直無視交通規則的駕駛技術，而被妹妹小薰和她的朋友們視為惡魔般的存在。
澤渡香（聲優：宮本佳那子）
小楓的弟弟。由於長得太可愛而常被誤認為是女孩子，讓喜歡可愛事物的乃理惠對他過度興奮而貧血。
桃猫貓（聲優：福井裕佳梨）
謎樣般的粉红色胖猫，片中在竹原市是吉祥物的存在。貌似聽得懂人話。
澤渡珠惠（聲優：緒方惠美）
小楓的母親。和小楓的祖母一起經營「cafeたまゆら」。過去在旅行社上班。有一群旅行社同事車友，小楓對於曾經騎過重機的母親感到意外。
小楓的祖母（聲優：松尾佳子）
在竹原市經營「cafeたまゆら」。擅長料理和甜點製作，有時會研發新甜點或料理讓小楓一行人試吃。
小薰的母親（聲優：大門真紀）
小薰和纱代美的母親。
八色知茂（聲優：松來未祐）
經營什錦煎餅店「HOBORO」的女店主。使用廣島腔說話。藝術學校的畢業生，之後卻放棄插畫工作，搬到竹原市開店賣什錦燒，此後也在什錦燒上投注了非比尋常的熱情。
堂鄉和太郎（聲優：間島淳司）
熱血教師。喜歡說廣島地方冷笑話。對不是自己班級的學生也能記起名字，並關注著小薰她們一行人。HOBORO的常客，老菜單是「三人份的什錦燒」。喜歡著店主。
摄影馆老板（聲優：中田讓治）
攝影館「日之丸」的老闆，也是小楓父親的高中同學。待人溫和之餘卻也毫不掩飾自己好色本性的風趣大叔。小楓稱他為「大師」（Maestro）。
保志真奈美（聲優：中島愛）
參觀照相館的其中一個客人，有很長的頭髮。時不時會和志麻子一起來竹原探訪照片館店主，也數度和主角一行人登上朝日山。
飛田志麻子（聲優：齋藤千和）
參觀照相館的其中一個客人。短髮，食量很大。時不時會和真奈美一起來竹原探訪照片館店主，也數度和主角一行人登上朝日山。
三次千尋（聲優：壽美菜子）
從小學和澤渡楓在一起的好朋友，兩人因為皆不擅長交朋友而成為摯友。興趣跟專長是手製娃娃，除了自己收藏也會送給朋友。淚腺非常微弱，只要一安心下來就會掉眼淚，非常關心小楓，被紀枝說這是「眼淚的開關」。
小楓身旁帶著的貓圖案相機套和相簿還有車票套都是千尋親手做給她的。
篠田小町（聲優：廣橋涼）
小香的同班同學。打從第一次見面就喜歡小香。初次登場時因為誤會乃理惠來「cafeたまゆら」學做甜點是為了接近小香而向乃理惠提出挑戰，之後才發現是誤會一場，也和大家成為了朋友。但跟乃理惠還是一見面就吵架。之後也為了讓小香注意到她而拿出膠片相機向小楓挑戰攝影，結果誤打誤撞的對攝影產生興趣。
小朋（聲優：東山奈央）
千尋的同校好友。相當有個性。與千尋一樣都會製作布偶。是個話癆，一開口就會說個不停。
下上山睦子 (下神山老師)（聲優：西村千奈美）
學校老師，攝影部的顧問。有著迷糊的性格。雖為攝影部顧問卻不懂攝影。記得住全年級的學生名字，卻不擅長記住長相。
麻音的父親（聲優：古川登志夫）
在大崎下島經營旅館。見到麻音交了許多朋友後的種種成長會感動掉淚，並且會有讓人尷尬的舉動。非常疼愛麻音。對麻音想要做的事都抱著支持，說著就算想做的事有很多很多也沒關係，只要麻音開心就好。
麻音的母親（聲優：平野文）
在大崎下島經營旅館。對麻音想要做的事都抱著支持，總是笑容滿面的母親。
夏目望（聲優：綠川光）
小楓父親的高中同學。高中時攝影技術一流，所參加的攝影比賽也屢次獲獎，小楓父親會攝影的契機也是因為他。自己表示高中畢業後就沒在攝影。相隔近20年才回來竹原市。表情嚴肅，說話總是很不客氣，但小楓父親曾說：「那傢伙嘴巴壞只是掩飾害羞而已」。

## 製作人員
- 原作・監督・系列構成 - 佐藤順一
- 人物設計 - 飯塚晴子
- 総作畫監督 - 音地正行（OVA、电视动画第1期）、渡边一、橋本和紀（电视动画第2期）
- 美術 - 田尻健一
- 色彩設計 - 川上善美
- 音樂 - 中島
- 音樂作 - flying DOG
- 作 - HAL FILM MAKER（OVA）、TYO Animations（电视动画）
- 製作 - 玉响製作委員会

## 主題曲

### OVA
片頭曲

作詞・作曲︰荒井由實／編曲︰DEPAPEPE／歌︰坂本真綾
片尾曲
（包裝版第1卷、先行放送第1話 - 第3話）
作詞・作曲・編曲︰北川勝利／strings編曲︰長谷泰宏／歌︰中島愛
（包裝版第2卷、先行放送第4話）
作詞・作曲︰杉森舞／編曲︰清水信之／歌︰中島愛
挿入歌
（包裝版第2卷、先行放送第3話）
作詞︰中島愛、西直紀／作曲・編曲︰窪田美奈／歌︰中島愛

### 電視動畫
第1期 『hitotose』
片頭曲

作詞・歌︰坂本真綾／作曲︰松任谷由實／編曲︰森俊之
片尾曲
（第1話、第3話 - 第6話、第8話 - 第10話）
作詞・作曲︰大江千里／編曲︰清水信之／歌︰中島愛
（第2話）
作詞・作曲︰杉森舞／編曲・鋼琴演奏︰清水信之／歌︰中島愛
（第7話）
作詞︰伊藤利惠子／編曲・作曲：西脇辰弥／歌︰中島愛
（第11話）
作詞︰杉山昭彥／作曲・編曲：濱口史郎／歌：澤渡楓（竹達彩奈）、塙薰（阿澄佳奈）、岡崎乃理惠（井口裕香）、櫻田麻音（儀武祐子）
「A HAPPY NEW YEAR」（第12話）
作詞・作曲︰松任谷由實／編曲：窪田美奈／歌：坂本真綾
（第5.5話）
作詞・作曲︰矢吹香那／編曲：北川勝利／歌：清浦夏実
插曲
「やさしさに包まれたなら」（第4話）
作詞・作曲 - 荒井由実 / 歌・演奏 - marble
「ヒマワリ」（第5話）
作詞・作曲・編曲 - 北川勝利 / ストリングス編曲 - 長谷泰宏 / 歌 - 沢渡楓（竹達彩奈）
「夢の兆し」（第6話）
作詞 - 松浦有希 / 作曲 - hermin / 編曲 - 鈴木智文 / 歌 - 岡崎のりえ（井口裕香）、桜田麻音（儀武ゆう子）
「ずっと一緒 -うたとギター-」（第9話）
作詞 - 西直紀 / 作曲 - F.GIRAUD / 編曲 - 笹子重治 / 歌 - 保志まなみ（中島愛）
「ももねこ音頭」（第9話）（第10話のみ小学生バージョン）
作詞 - 西直紀 / 作曲・編曲 - 中島ノブユキ / 歌 - 沢渡楓（竹達彩奈）、ももねこ様（福井裕佳梨）
「希望のカタチ」（第10話）
作詞 - micco / 作曲・編曲 - 菊池達也 / ストリングス編曲 - 杉本優 / 歌 - 塙かおる（阿澄佳奈）
第2期『More Aggressive』
片頭曲

作詞・作曲︰大貫妙子／編曲︰森俊之／歌︰坂本真綾
片尾曲
（第1話 - 第10話）
作詞・作曲︰尾崎亞美／編曲︰佐藤準／歌︰中島愛
（第11話）
作詞・作曲・編曲︰矢野博康／歌︰中島愛
（第12話）
作詞・作曲︰松任谷由實／編曲︰山木隆二／歌︰千菅春香
插曲
（第7話）
作詞︰micco／作曲・編曲：菊池達也／歌︰marble
（第8話）
作詞・歌︰坂本真綾／作曲︰松任谷由實／編曲︰笹子重治
（第9話）
作詞・作曲︰大江千里／編曲︰／歌︰中島愛
（第10話）
作詞︰micco／作曲・編曲：菊池達也／歌︰marble
（第8.5話）
作詞︰中島愛、西直紀／作曲・編曲︰窪田美奈／歌︰中島愛

### OVA完結篇 畢業寫真
主題歌

作詞・作曲︰コーラス／編曲︰河野伸歌、坂本真綾 /歌︰坂本真綾
第四部ED

作詞・作曲 - 荒井由実 / 編曲 - 矢野博康 / 歌 - 坂本真綾

## 各話標題

### OVA第一作
| 話數 | 日文標題 | 中文標題                         | 劇本     | 分鏡     | 演出     | 作畫監督 | 包裝版發售日   |
| ---- | -------- | -------------------------------- | -------- | -------- | -------- | -------- | -------------- |
| 1    |          | 这座小镇满载我的爱，的說         | 佐藤順一 | 佐藤順一 | 酒井和男 | 音地正行 | 2010年11月26日 |
| 2    |          | 那小小的水色邮票，的說           | 吉田玲子 | 佐藤順一 | 酒井和男 | 渡邊一   | 2010年11月26日 |
| 3    |          | 和大家走在一起，就会很开心，的說 | 吉田玲子 | 佐藤順一 | 中山敦史 | 阿部智之 | 2010年12月23日 |
| 4    |          | 是那一天的回忆，的說             | 佐藤順一 | 佐藤順一 | 酒井和男 | 渡邊一   | 2010年12月23日 |

### 電視動畫
| 話數                     | 日文標題             | 中文標題                     | 劇本              | 分鏡              | 演出                                         | 作畫監督                                                 |
| 第1期『hitotose』        | 第1期『hitotose』    | 第1期『hitotose』            | 第1期『hitotose』 | 第1期『hitotose』 | 第1期『hitotose』                            | 第1期『hitotose』                                        |
| ------------------------ | -------------------- | ---------------------------- | ----------------- | ----------------- | -------------------------------------------- | -------------------------------------------------------- |
| 第1話                    |                      | 我的故事開始的城市，的說     | 佐藤順一          | 佐藤順一          | 名取孝浩                                     | 音地正行、橋本和紀 杉本功、羽生貴之                      |
| 第2話                    |                      | 被柔和香氣包圍的日子，的說   | 吉田玲子          | 佐山聖子          | 安田賢司                                     | 伊藤郁子                                                 |
| 第3話                    |                      | 出現！戰鬥女孩子，的說       | 浦畑達彥          | 佐山聖子          | 追崎史敏                                     | 瀧吾郎                                                   |
| 第4話                    |                      | 潮待島上聽見的聲音，的說     | 吉田玲子          | 名取孝浩          | 名取孝浩                                     | 谷口元浩、橋本和紀                                       |
| 第5話                    |                      | 千尋來了，的說               | 山田由香          | 安田賢司          | 藤本悟                                       | 藤本悟                                                   |
| 第5.5話                  |                      | 暖風的回憶，的說             | 池田真美子        | 佐藤順一          | 名取孝浩                                     | 谷口元浩、松下純子 高原修司、羽生貴之                    |
| 第6話                    |                      | 是未來某天的事，的說         | 浦畑達彦          | 名取孝浩          | 中西伸彰                                     | 尾尻進矢、久保茉莉子 三宅雄一郎                          |
| 第6話                    | 然後是某天的事，的說 |                              | 浦畑達彦          | 名取孝浩          | 中西伸彰                                     | 尾尻進矢、久保茉莉子 三宅雄一郎                          |
| 第7話                    |                      | 竹燈的約定，的說             | 池田真美子        | 佐藤順一          | 筑紫大介                                     | 谷口元浩、橋本和紀 勝谷遙、小野田將人 羽生貴之、小林明美 |
| 第8話                    |                      | 不變的人 變更的時代，的說    | 山田由香          | 安田賢司          | 安田賢司                                     | 伊藤郁子                                                 |
| 第9話                    |                      | 桃貓的憂鬱，的說             | 吉田玲子          | 追崎史敏          | 追崎史敏                                     | 涉谷秀、追崎史敏                                         |
| 第9話                    | 失戀相機，的說       |                              | 吉田玲子          | 追崎史敏          | 追崎史敏                                     | 涉谷秀、追崎史敏                                         |
| 第10話                   |                      | 明天的我是怎樣的我呢，的說   | 浦畑達彥          | 佐藤順一          | 名取孝浩                                     | 谷口元浩、橋本和紀 小松香苗、羽生貴之                    |
| 第11話                   |                      | 聖誕夜的故事，的說           | 山田由香          | 名取孝浩          | 名取孝浩                                     | 松下純子、勝谷遙 瀧吾郎、三宅雄一郎                      |
| 第12話                   |                      | 新的一年，的說               | 吉田玲子          | 佐藤順一          | 筑紫大介                                     | 谷口元浩、齊藤敦史 松下純子、小野田將人 八尋裕子、片岡育 |
| 第2期『More Aggressive』 |                      |                              |                   |                   |                                              |                                                          |
| 第1話                    |                      | 歡迎回來的一年，的說         | 佐藤順一          | 佐藤順一          | 筑紫大介                                     | 勝谷遙、橋本和紀                                         |
| 第2話                    |                      | 心跳加速的嶄新一步，的說     | 吉田玲子          | 布施木一喜        | 布施木一喜                                   | 松浦仁美                                                 |
| 第3話                    |                      | 攝影社 正式啟動，的說        | 山田由香          | 名取孝浩          | 葛谷直行                                     | 小松信                                                   |
| 第4話                    |                      | 特別的場所，特別的回憶，的說 |                   | 佐山聖子          | 阿部達也                                     | 中原清隆                                                 |
| 第5話                    |                      | 為了明天，我們去照相吧，的說 | 吉田玲子          | 名取孝浩          | 名取孝浩                                     | 一居一平                                                 |
| 第6話                    |                      | 造訪已無法傳達的笑容，的說   | 山田由香          | 佐山聖子          | 則座誠                                       | 梶浦伸一郎、興村忠美 小松信                              |
| 第7話                    |                      | 終於，大家都來了！的說       | 吉田玲子          | 布施木一喜        | 布施木一喜                                   | 松浦仁美                                                 |
| 第8話                    |                      | 那天的遙遠約定，的說         |                   | 宇田鋼之介        | 宇田鋼之介                                   | 中原清隆、加藤里香 萩尾圭太                              |
| 第8.5話                  |                      | 一天的修學旅行，的說         | 宇田鋼之介        | 名取孝浩          | 川口千里、內原茂 吉岡敏幸、佐藤誠之 飯飼一幸 |                                                          |
| 第9話                    |                      | 點亮心靈的竹燈，的說         | 吉田玲子          | 佐藤順一          | 笠井賢一                                     | 橋本和紀                                                 |
| 第10話                   |                      | 遲早會到來的那天，的說       | 山田由香          | 名取孝浩          | 則座誠                                       | 大河原晴男、片岡千春 大谷道子、原田峰文 手島典子           |
| 第11話                   |                      | 今年也十分感謝，的說         | 山田由香          | 名取孝浩          | 名取孝浩                                     | 一居一平 橋本和紀                                        |
| 第12話                   |                      | 然後是啟程的季節，的說       | 吉田玲子          | 名取孝浩          | 筑紫大介                                     | 山本道隆、白田美夫 鐮田均、一居一平 內原茂               |

### OVA完結篇 畢業寫真
| 構成                | 劇本              | 分鏡              | 演出               | 作畫監督                                                               | 播出日期          |
| 第1部 芽 -きざし-   | 第1部 芽 -きざし- | 第1部 芽 -きざし- | 第1部 芽 -きざし-  | 第1部 芽 -きざし-                                                      | 第1部 芽 -きざし- |
| ------------------- | ----------------- | ----------------- | ------------------ | ---------------------------------------------------------------------- | ----------------- |
| 前半                | 山田由香          | 名取孝浩          | 名取孝浩           | 原勝徳、中原清隆                                                       | 2015年4月4日      |
| 後半                | ハラダサヤカ      | 佐藤順一          | 橋口洋介           | 原勝徳、中原清隆                                                       | 2015年4月4日      |
| 第2部 響 -ひびき-   |                   |                   |                    |                                                                        |                   |
| 前半                | 平見瞳            | 佐藤順一          | 名取孝浩           | 野田智弘、大森理恵、熊谷哲矢、手島典子、竹内アキラ                     | 2015年8月29日     |
| 後半                | 山田由香          | 名取孝浩          | 筑紫大介           | 野田智弘、大森理恵、熊谷哲矢、手島典子、竹内アキラ                     | 2015年8月29日     |
| 第3部 憧 -あこがれ- |                   |                   |                    |                                                                        |                   |
| 前半                | 山田由香          | 名取孝浩          | 名取孝浩、吉村文宏 | 内田裕、丸山修二、野田智弘、山本道隆                                   | 2015年11月28日    |
| 後半                | ハラダサヤカ      | 佐藤順一          | 筑紫大介           | 内田裕、丸山修二、野田智弘、山本道隆                                   | 2015年11月28日    |
| 第4部 朝 -あした-   |                   |                   |                    |                                                                        |                   |
| 前半                | 吉田玲子          | 名取孝浩          | 名取孝浩           | 伊藤郁子、半田大貴、Shin Hyung Sik、丸山修二、安田京弘、滝吾郎、内原茂 | 2016年4月2日      |
| 後半                | 吉田玲子          | 佐藤順一          | 名取孝浩           | 伊藤郁子、半田大貴、Shin Hyung Sik、丸山修二、安田京弘、滝吾郎、内原茂 | 2016年4月2日      |

## 播放電視台
| 播放地區                 | 播放電視台             | 播放日期                 | 播放時間（UTC+9）          | 所屬聯播網 | 備註               |
| ------------------------ | ---------------------- | ------------------------ | -------------------------- | ---------- | ------------------ |
| 第1期『hitotose』        |                        |                          |                            |            |                    |
| 日本全國                 | AT-X                   | 2011年10月3日 - 12月19日 | 星期一 9時00分 - 9時30分   | 衛星電視   | 有重播             |
| 廣島縣                   | 新廣島電視台           | 2011年10月4日 - 12月20日 | 星期二 25時45分 - 26時15分 | 富士電視台 |                    |
| 神奈川縣                 | 神奈川電視台           | 2011年10月4日 - 12月20日 | 星期二 25時45分 - 26時15分 | 獨立UHF局  |                    |
| 日本全國                 | アニメワン             | 2011年10月4日 - 12月20日 | 星期二 25時45分 更新       | 網路電視   |                    |
| 福岡縣                   | TVQ九州放送            | 2011年10月4日 - 12月20日 | 星期二 26時58分 - 27時28分 | 東京電視網 |                    |
| 兵庫縣                   | SUN電視台              | 2011年10月5日 - 12月21日 | 星期三 24時35分 - 25時05分 | 獨立UHF局  |                    |
| 三重縣                   | 三重電視台             | 2011年10月5日 - 12月21日 | 星期三 25時20分 - 25時50分 | 獨立UHF局  |                    |
| 東京都                   | TOKYO MX               | 2011年10月7日 - 12月23日 | 星期五 23時00分 - 23時30分 | 獨立UHF局  |                    |
| 栃木縣                   | 栃木電視台             | 2013年3月7日 - 5月23日   | 星期三 23時30分 - 24時00分 | 獨立UHF局  |                    |
| 廣島縣                   | NHK綜合·廣島           | 2013年4月7日 - 6月30日   | 星期日 13時05分 - 13時30分 | －         | 廣島縣當地編成     |
| 群馬縣                   | 群馬電視台             | 2013年4月22日 - 7月10日  | 星期四 23時30分 - 24時00分 | 獨立UHF局  |                    |
| 第2期『More Aggressive』 |                        |                          |                            |            |                    |
| 日本全國                 | AT-X                   | 2013年7月3日 - 9月18日   | 星期三 21時30分 - 22時00分 | 衛星電視   | 有重播             |
| 東京都                   | TOKYO MX               | 2013年7月3日 - 9月18日   | 星期三 22時30分 - 23時00分 | 獨立UHF局  |                    |
| 愛知縣                   | 愛知電視台             | 2013年7月5日 - 9月20日   | 星期五 26時35分 - 27時05分 | 東京電視網 | 第1期未播放        |
| 廣島縣                   | NHK綜合·廣島           | 2013年7月7日 - 9月22日   | 星期日 13時05分 - 13時30分 | －         | 廣島縣當地編成     |
| 神奈川縣                 | 神奈川電視台           | 2013年7月7日 - 9月22日   | 星期日 26時00分 - 26時30分 | 獨立UHF局  |                    |
| 兵庫縣                   | SUN電視台              | 2013年7月9日 - 9月24日   | 星期二 23時30分 - 24時00分 | 獨立UHF局  |                    |
| 福岡縣                   | TVQ九州放送            | 2013年7月9日 - 9月24日   | 星期二 27時05分 - 27時35分 | 東京電視網 |                    |
| 日本全國                 | 萬代頻道               | 2013年7月10日 - 9月25日  | 星期三 10:00 更新          | 網絡配信   |                    |
| 日本全國                 | NTT docomo Anime Store | 2013年7月10日 - 9月25日  | 星期三 12:00 更新          | 網絡配信   |                    |
| 日本全國                 | Showtime               | 2013年7月10日 - 9月25日  | 星期三 12:00 更新          | 網絡配信   |                    |
| 日本全國                 | NICO CHANNEL           | 2013年7月10日 - 9月25日  | 星期三 23:00 更新          | 網絡配信   | 第1話22:30 - 23:00 |

## 漫畫
本作改編的，由Momo執筆的漫畫於2010年10月8日至2011年3月11日在Mag Garden的雜誌《EDEN》上連載，漫畫的標題也為，並於2011年5月14日發售。除此之外，Momo也負責作畫三卷名為《たまゆら~hitotose~》漫畫，並於2012年2月14日至2013年2月14日發售。